# Capilla San José de Manga (Montevideo)
La Capilla San José del Manga, más conocida como Capilla Jacksonville es una capilla católica perteneciente a la Arquidiócesis de Montevideo. Se encuentra ubicada en el barrio Villa García de Montevideo. Integra el complejo Jacksonville.

## Historia
Comenzó a ser construida en 1883 sobre un predio que había pertenecido a la familia Jackson a solicitud de los padres josefinos, quien le encomendaron la construcción a Ernesto Vespignani, el templo culminado en 1890 fue dedicada a San José y hace mención al barrio de Manga, nombre con el cual anteriormente se era conocida a esta zona.  
En 1883, la congregación de San José Citeaux se retira y allí se establecen los salesianos, quienes en 1915 establecen la entonces Escuela Agrícola Jackson quien con su nombre hacia homenaje a la figura de Juan Jackson. En sus inicios la institución educativa contó con distintos establecimientos, tanto para dictar las clases como para las actividades religiosas, e incluso contó un amplió establecimiento viticultor .

## Actualidad
En la actualidad el complejo histórico, hoy convertido en un recinto turístico, gastronómico y cultural forma parte del recinto privado Jacksonville, dentro de Zonamerica.  